# Wehrmann in Eisen (Leipzig)

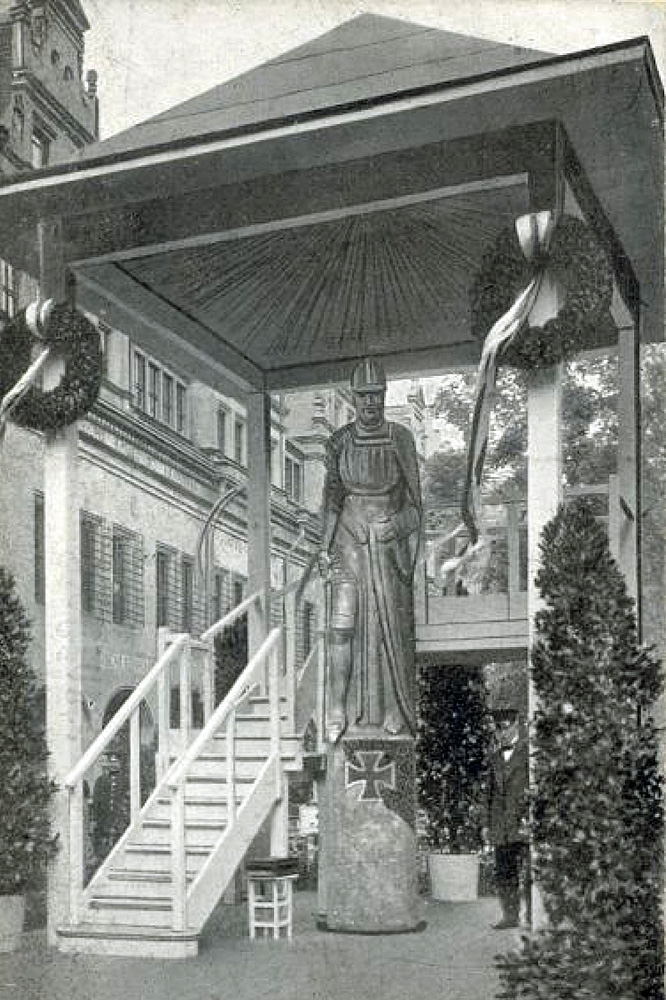
Der Wehrmann in Eisen am Tag der Einweihung, 17. Juli 1915

Der Wehrmann in Eisen war eine Statue, die 1915 im Rahmen der Sammlung von Spenden für Kriegsopfer des Ersten Weltkriegs in Leipzig entstand. Ihr Schöpfer war Mathieu Molitor (1873–1929).

## Hintergrund
Während des Ersten Weltkriegs fanden zahlreiche Sammelaktionen statt, mit denen Geld für die Unterstützung von Kriegshinterbliebenen und -verwundeten von der Bevölkerung erbeten wurde, da die staatlichen Sozialfonds nicht über ausreichende Finanzmittel zu ihrer Versorgung verfügten. Eine spezielle Art der Sammlung war die Kriegsnagelung. Hierbei erhielten die Bürger für ihre Spende Nägel, die sie in Figuren oder regionale und nationale Symbole (Stadtwappen, Eiserne Kreuze usw.) aus Holz schlagen konnten, was gleichzeitig eine Art Aufrüstung symbolisieren sollte. Zu unterschiedlichen Mindestbeträgen wurden Nägel aus Eisen oder Silber, mitunter auch Gold angeboten. Diese Aktionen hatten ihren Anfang in Wien mit einem sogenannten Wehrmann in Eisen. Die Nagelungen verbreiteten sich in großer Zahl schnell über Österreich-Ungarn, aber auch im Deutschen Kaiserreich.
Die Trägerschaft der Sammlung übernahmen meist örtliche karitative Vereine oder eigens dafür gegründete Organisationen.

## Der Leipziger Wehrmann in Eisen
In Leipzig beauftragte das Schatzamt der Kriegsnotspende für Leipzig, eine Organisation, die speziell für die Sammlung gegründet worden war, den Leipziger Bildhauer Mathieu Molitor mit der Anfertigung einer Holzstatue als Wehrmann. Molitor war bekannt als der Schöpfer der Figuren zum Faust am Eingang zu Auerbachs Keller. Er gestaltete einen Krieger mit gesenktem Haupt in Rüstung mit Schwert und Schild. Die Figur war über zwei Meter groß. Sie wurde auf einem hohen Sockel auf dem Naschmarkt aufgestellt und mit einem Pavillon überdacht, der auch eine Treppe beinhaltete. Die Einweihung fand am 17. Juli 1915 statt.

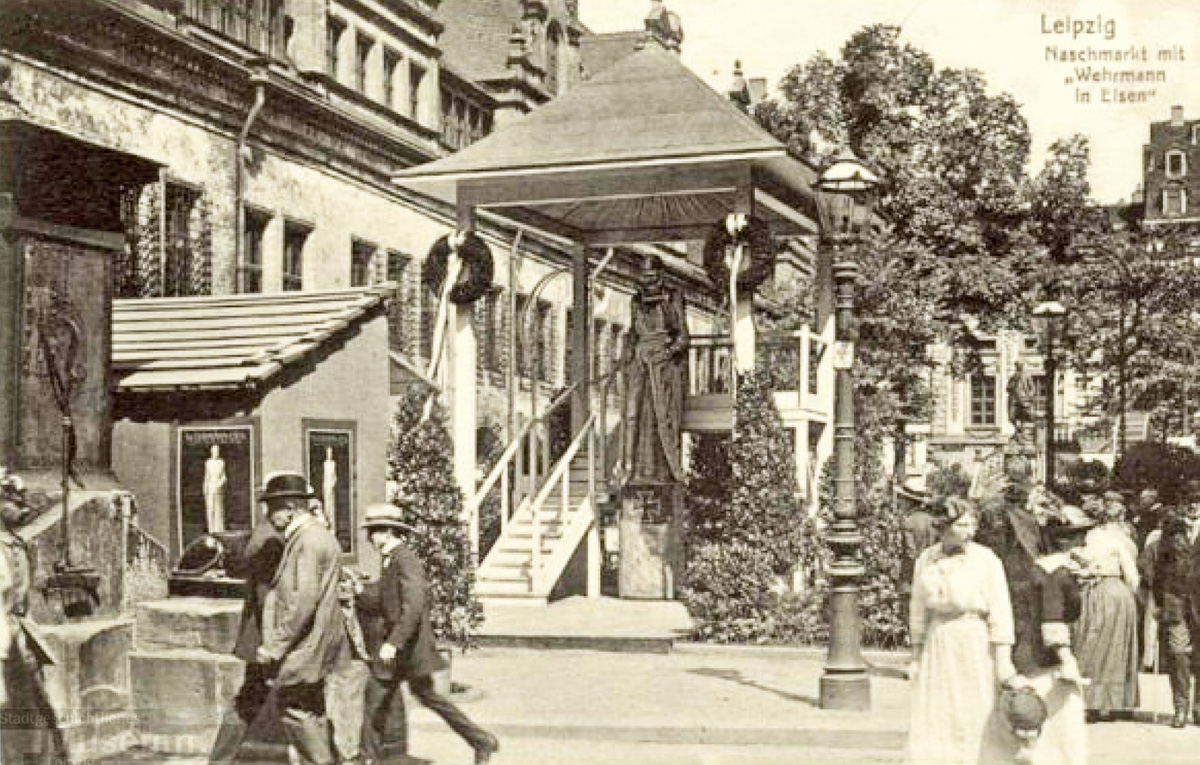
1915 auf dem Naschmarkt mit Nagelverkaufshütte
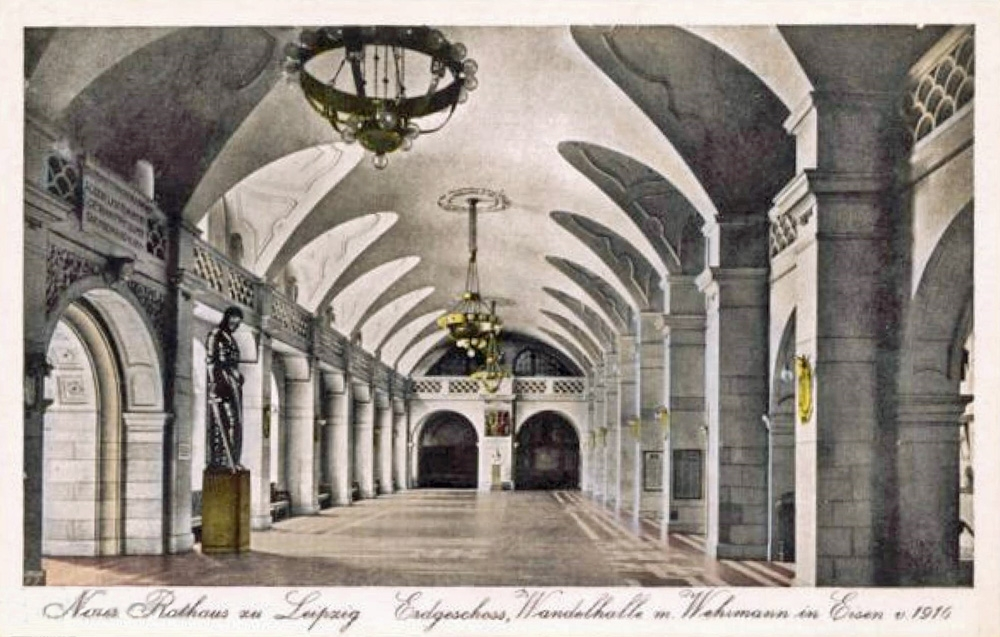
1916 im Erdgeschoss des Neuen Rathauses
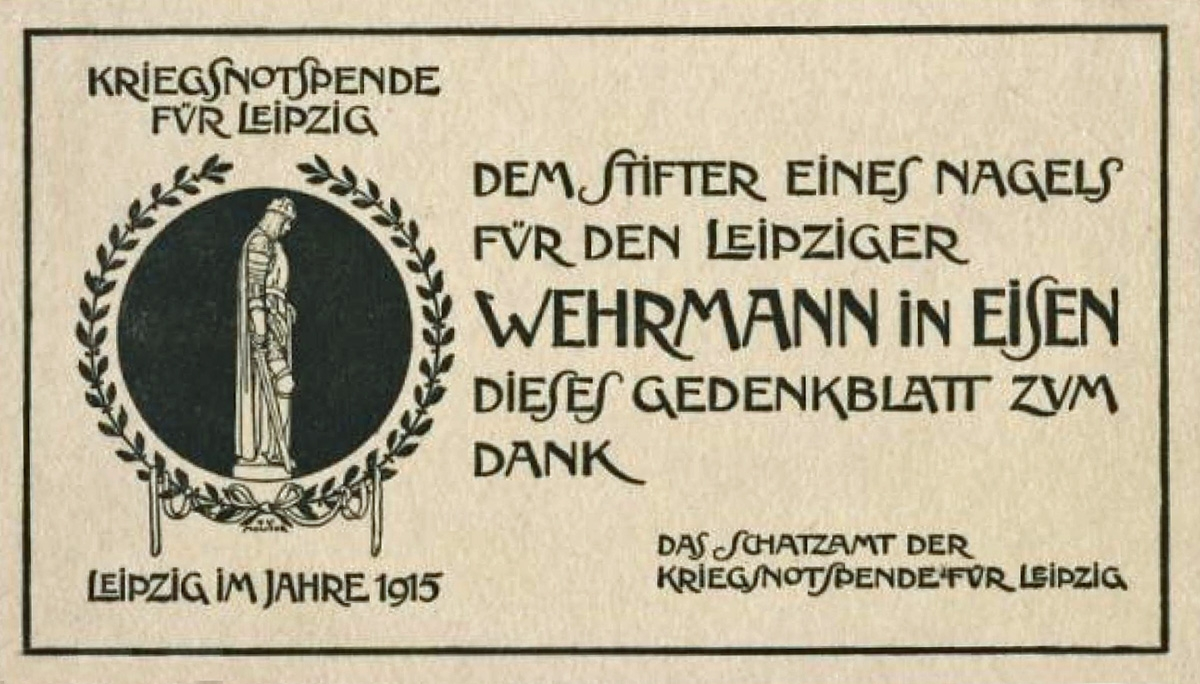
Gedenkblatt für die Spender
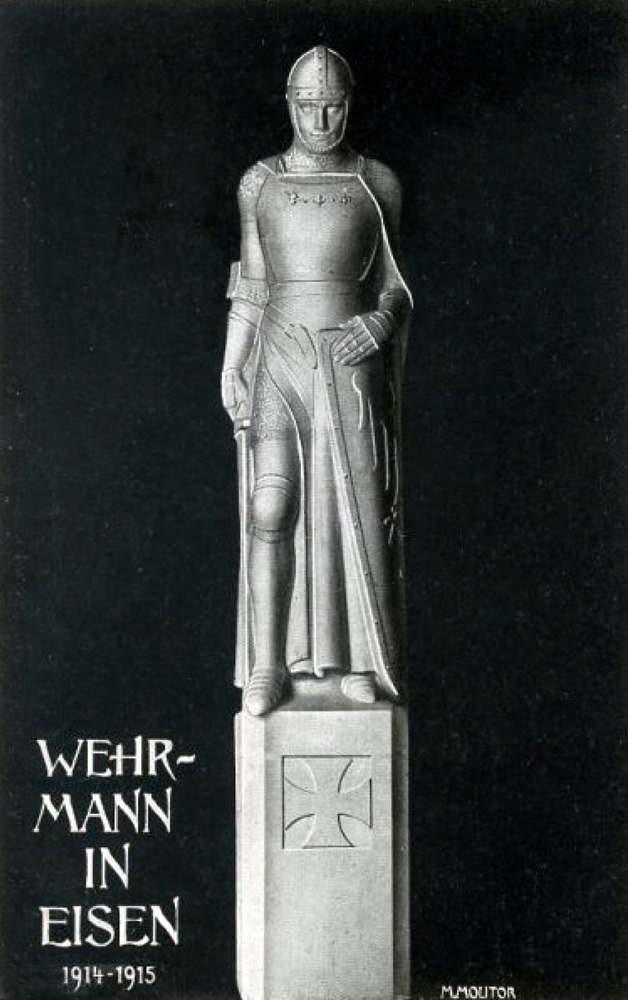
Postkarte zum Wehrmann in Eisen

Neben der Figur wurde eine Verkaufshütte für die Nägel errichtet. Es gab solche zu 50 Pfennig, zu zwei und zu fünf Mark. Der Käufer erhielt zudem ein Gedenkblatt. Über den Erfolg der Aktion ist nichts bekannt. Der Wehrmann in Eisen stand im nächsten Jahr im Erdgeschoss des Neuen Rathauses, wie eine Ansichtskarte belegt. Über seinen endgültigen Verbleib konnte nichts ermittelt werden.
Es wurden auch Medaillonanhänger mit dem Wehrmann in Eisen verkauft. Ein kleines Modell der Statue in Ton wird im Nachlass von Mathieu Molitor in der SLUB Dresden aufbewahrt.